# Apamea indocilis
Apamea indocilis är en fjärilsart som beskrevs av Walker 1856. Apamea indocilis ingår i släktet Apamea och familjen nattflyn. Inga underarter finns listade i Catalogue of Life.